# Hohenburg (Lenggries)

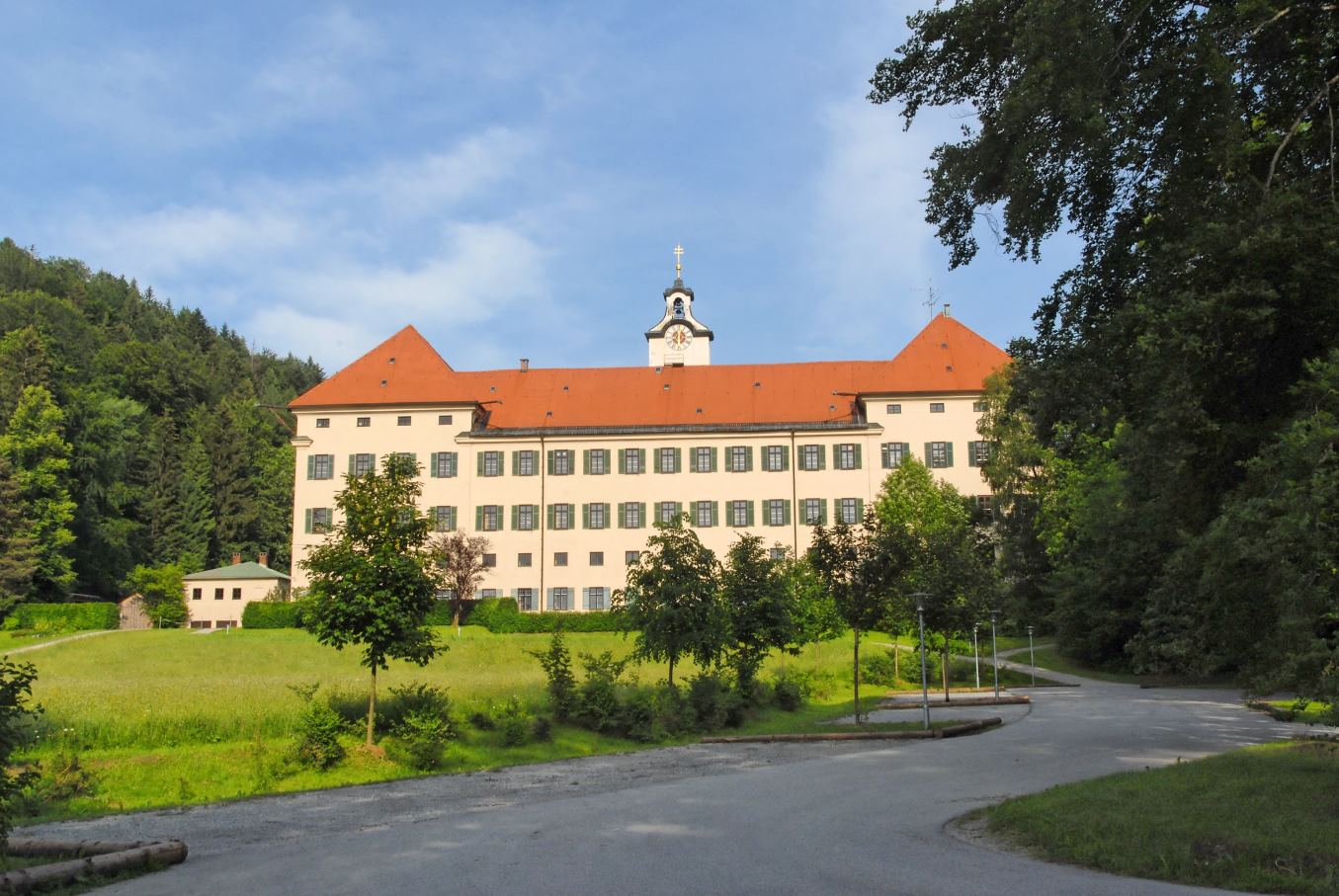
Schloss Hohenburg

Hohenburg ist ein Gemeindeteil der Gemeinde Lenggries im Landkreis Bad Tölz-Wolfratshausen mit der topographischen Angabe Schloss.
Hier liegt das Schloss Hohenburg, in dem die Erzbischöfliche St.-Ursula-Realschule und das St.-Ursula-Gymnasium untergebracht sind. Zu Hohenburg gehören noch die Kapelle St. Dionysius und mehrere Gebäude östlich entlang der Hohenburgstraße bis hin nach Geisreuth.